# Dicymolomia metalophota
Dicymolomia metalophota là một loài bướm đêm trong họ Crambidae.